# Aphonopelma gurleyi
Aphonopelma gurleyi là một loài nhện trong họ Theraphosidae.
Loài này thuộc chi Aphonopelma. Aphonopelma gurleyi được miêu tả năm 1995 bởi Smith.